# Bosquerola carablanca
La bosquerola carablanca (Myioborus albifacies) és un ocell de la família dels parúlids (Parulidae).

## Hàbitat i distribució
Habita la selva pluvial als tepuis del sud de Veneçuela.